# لوئیس والش
لوئیس والش (به انگلیسی: Louis Walsh) (زاده ۵ اوت ۱۹۵۲) تهیه‌کننده تلنت شو است او ایرلندی می‌باشد .
او داور مسابقه ایکس فاکتور بریتانیا است.